# Ліза Андріяні
Ліза Андріяні (нар. 12 лютого 1979) — колишня індонезійська тенісистка.
Найвищу одиночну позицію світового рейтингу — 345 місце досягла 27 жовтня 1997, парну — 173 місце — 17 листопада 1997 року.
Здобула 4 одиночні та 14 парних титулів туру ITF.
Завершила кар'єру 2008 року.

## Фінали ITF
| Легенда         |
| --------------- |
| турніри $50,000 |
| турніри $25,000 |
| турніри $10,000 |

### Одиночний розряд: 7 (4–3)
| Результат | Ранг | Дата              | Турнір                         | Покриття | Суперниця             | Рахунок       |
| --------- | ---- | ----------------- | ------------------------------ | -------- | --------------------- | ------------- |
| Перемога  | 1.   | 11 листопада 1996 | ITF Сан-Сальвадор, Сальвадор   | Ґрунт    | Марія Долорес Кампана | 6–3, 6–4      |
| Перемога  | 2.   | 30 червня 2002    | ITF Едмонд, США                | Тверде   | Вітні Дісон           | 6–2, 6–3      |
| Перемога  | 3.   | 18 серпня 2002    | ITF Nakhon Ratchasima, Таїланд | Тверде   | Hong Da-jung          | 6–4, 7–5      |
| Поразка   | 4.   | 11 травня 2003    | ITF Сурабая, Індонезія         | Ґрунт    | Чжуан Цзяжун          | 3–6, 6–3, 1–6 |
| Поразка   | 5.   | 6 жовтня 2003     | ITF Джакарта, Індонезія        | Тверде   | Монтіні Тангпхонг     | 4–6, 1–6      |
| Поразка   | 6.   | 26 квітня 2004    | ITF Джакарта, Індонезія        | Тверде   | Kim So-jung           | 2–6, 2–6      |
| Перемога  | 4.   | 9 травня 2004     | ITF Джакарта, Індонезія        | Тверде   | Санді Гумуля          | 6–3, 6–2      |

### Парний розряд: 21 (14–7)
| Результат | Ранг | Дата              | Турнір                         | Покриття | Партнерка           | Суперниці                                | Рахунок                 |
| --------- | ---- | ----------------- | ------------------------------ | -------- | ------------------- | ---------------------------------------- | ----------------------- |
| Перемога  | 1.   | 16 червня 1996    | ITF Гілтон-Гед, США            | Тверде   | Марезе Жубер        | Дон Бут Стефані Нікітас                  | 6–4, 6–4                |
| Поразка   | 2.   | 11 листопада 1996 | ITF Сан-Сальвадор, Сальвадор   | Ґрунт    | Х'яна Гутьєррес     | Нора Кевеш Джоанн Мур                    | 6–2, 5–7, 6–7(1–7)      |
| Перемога  | 3.   | 22 червня 1997    | ITF Маунт-Плезант, США         | Тверде   | Кейрстен Еллі       | Аманда Огастус Тіна Самара               | 2–6, 6–3, 6–4           |
| Перемога  | 4.   | 22 листопада 1998 | ITF Маніла, Філіппіни          | Тверде   | Іраваті Іскандар    | Чжень Юань Сюй Сюелі                     | 2–6, 6–3, 6–3           |
| Поразка   | 5.   | 29 листопада 1998 | ITF Маніла, Філіппіни          | Тверде   | Іраваті Іскандар    | Чан Кйон Мі Kim Jin-hee                  | 3–6, 6–7                |
| Перемога  | 6.   | 18 квітня 1999    | ITF Джакарта, Індонезія        | Тверде   | Іраваті Іскандар    | Chang Kyung-mi Вукірасіх Савондарі       | 6–4, 6–4                |
| Поразка   | 7.   | 13 червня 1999    | ITF Шеньчжень, КНР             | Тверде   | Іраваті Іскандар    | Лі На Лі Тін                             | 1–6, 3–6                |
| Перемога  | 8.   | 18 жовтня 1999    | ITF Джакарта, Індонезія        | Тверде   | Бенджамас Сангарам  | Рушмі Чакравартхі Сай Джаялакшмі Джаярам | 6–0, 6–3                |
| Перемога  | 9.   | 5 листопада 2000  | ITF Jakarta]], Індонезія       | Тверде   | Анжелік Віджайя     | Kim Jin-hee Чхе Кйон І                   | 2–4, 5–3, 4–2, 0–4, 4–0 |
| Перемога  | 10.  | 12 листопада 2000 | ITF Бандунґ, Індонезія         | Тверде   | Анжелік Віджайя     | Рушмі Чакравартхі Сай Джаялакшмі Джаярам | 4–1, 4–2, 4–0           |
| Перемога  | 11.  | 26 травня 2002    | ITF Ель-Пасо, США              | Тверде   | Вукірасіх Савондарі | Мішелл Дассо Селена Маккорі              | 6–2, 6–4                |
| Перемога  | 12.  | 4 червня 2002     | ITF Гілтон-Гед, США            | Тверде   | Вукірасіх Савондарі | Міранджела Моралес Шенай Перрі           | 6–2, 6–1                |
| Поразка   | 13.  | 23 червня 2002    | ITF Даллас, США                | Тверде   | Вукірасіх Савондарі | Джессіка Ленгофф Джулі Ротонді           | 1–6, 1–6                |
| Перемога  | 14.  | 11 серпня 2002    | ITF Нонтхабурі, Таїланд        | Тверде   | Вукірасіх Савондарі | Гебріелл Бейкер Дінна Робертс            | 6–3, 7–5                |
| Перемога  | 15.  | 18 серпня 2002    | ITF Nakhon Ratchasima, Таїланд | Тверде   | Вукірасіх Савондарі | Вілаван Чомптанґ Ху Чін-Бі               | 6–2, 6–1                |
| Поразка   | 16.  | 11 травня 2003    | ITF Сурабая, Індонезія         | Ґрунт    | Вукірасіх Савондарі | Чжуан Цзяжун Ху Чін-Бі                   | 1–6, 0–6                |
| Перемога  | 17.  | 12 жовтня 2003    | ITF Джакарта, Індонезія        | Тверде   | Діана Юліанто       | Вукірасіх Савондарі Санді Гумуля         | 6–3, 6–3                |
| Поразка   | 18.  | 9 травня 2004     | ITF Джакарта, Індонезія        | Тверде   | Тасша Вітаявірой    | Септі Менде Вукірасіх Савондарі          | 4–6, 3–6                |
| Поразка   | 19.  | 26 вересня 2004   | ITF Джакарта, Індонезія        | Тверде   | Тасша Вітаявірой    | Латіша Чжань Пічіттра Тхонґдач           | 3–6, 4–6                |
| Перемога  | 20.  | 5 травня 2008     | ITF Таракан, Індонезія         | Тверде   | Аю-Фані Дамаянті    | Тіффані Велфорд Yang Zi-Jun              | 6–2, 6–3                |
| Перемога  | 21.  | 4 серпня 2008     | ITF Джакарта, Індонезія        | Тверде   | Анжелік Віджайя     | Kim Jin-hee Чень Ї                       | 6–3, 6–1                |